# Équipe cycliste Sopela
L'équipe cycliste Sopela (officiellement Sopela Women's Team) est une équipe cycliste féminine basée en Espagne. L'équipe est créée en 2009 sous le nom de Lointek. Elle est dirigée depuis le début par Emilio Ramos.

## Histoire de l'équipe

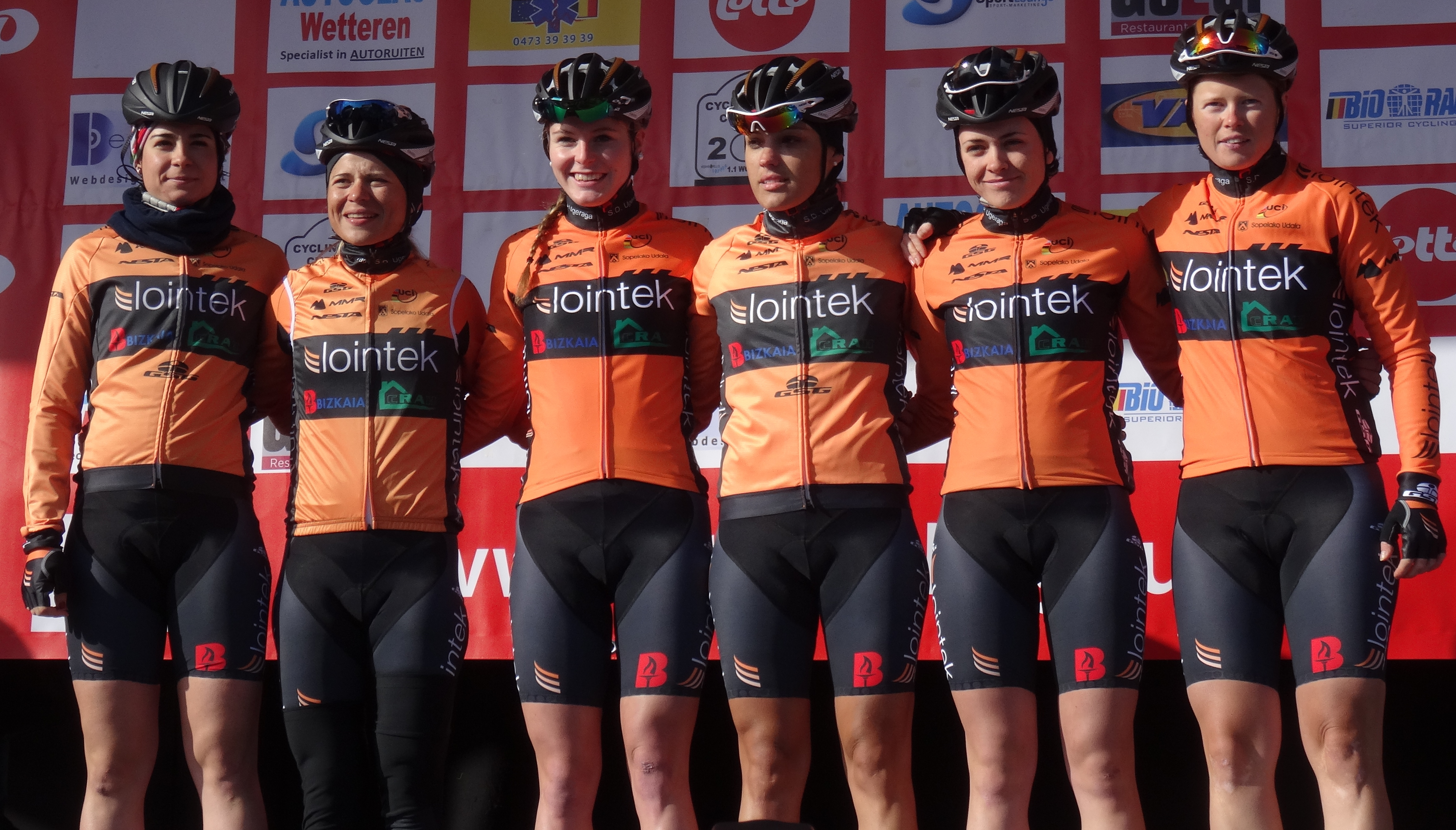
L'équipe lors du Samyn des Dames 2015.

L'équipe Lointek a été créée en 2009 et s'est lancé directement dans le circuit professionnel. Les premières années, elle a obtenu ses plus grands succès dans les championnats d'Espagne et les courses sur le sol ibérique, ce qui lui a permis d'être classée première équipe espagnole au classement UCI en 2009, 2010, 2013 et 2014. Elle obtient son meilleur résultat 22e sur 31 équipes engagées en 2014, avec une formation composée de six espagnoles et de cinq françaises, dont Aude Biannic qui brilla par une 3e place au classement général de la Route de France.
L'équipe possède également une réserve d'espoirs-juniors prometteuses dans une formation appelée S.C Ugeraga créée en 2014.

## Classements UCI
Ce tableau présente les places des membres de l'équipe et de l'équipe aux classements de l'Union cycliste internationale en fin de saison.
| Année | Classement par équipes | Meilleure coureuse au classement individuel |
| 2009  | 26e                    | Anne-Marie Schmitt (252e)                   |
| 2010  | 24e                    | Ester Alves (227e)                          |
| 2011  | 25e                    | Ester Alves (221e)                          |
| 2012  | 30e                    | Anna Potokina (141e)                        |
| 2013  | 26e                    | Edith Guillén (111e)                        |
| 2014  | 22e                    | Aude Biannic (57e)                          |
| 2015  | 22e                    | Sheyla Gutiérrez (68e)                      |
| 2016  | 40e                    | Eider Merino (359e)                         |
| 2017  | 31e                    | Eider Merino (112e)                         |
| 2018  | 44e                    | Maria Martins (330e)                        |
| 2019  | 43e                    | Maria Martins (248e)                        |
| 2020  | 40e                    | Maria Martins (194e)                        |
| 2021  | 55e                    | Ines Cantera (326e)                         |

De 2009 à 2015, l'équipe participe à la Coupe du monde.
| Année | Classement par équipes | Meilleure coureuse au classement individuel |
| 2009  | -                      | Anne-Marie Schmitt (117e)                   |
| 2010  | -                      | -                                           |
| 2011  | -                      | -                                           |
| 2012  | -                      | -                                           |
| 2013  | 25e                    | Alexia Muffat (100e)                        |
| 2014  | -                      | Fanny Riberot (61e)                         |
| 2015  | 31e                    | Fanny Riberot (24e)                         |

À partir de 2016, l'UCI World Tour féminin remplace la Coupe du monde.
| Année | Classement par équipes | Meilleure coureuse au classement individuel |
| 2016  | -                      | -                                           |
| 2017  | 26e                    | Alba Teruel (93e)                           |
| 2018  | -                      | -                                           |
| 2019  | 35e                    | Maria Martins (154e)                        |
| 2020  | -                      | -                                           |
| 2021  | -                      | -                                           |

## Sopela en 2022

### Effectif
| Effectif 2022            | Effectif 2022     | Effectif 2022 | Effectif 2022                   |
| Cycliste                 | Date de naissance | Pays          | Équipe précédente               |
| ------------------------ | ----------------- | ------------- | ------------------------------- |
| Naia Amondarain Gazañaga | 13 février 2001   | Espagne       |                                 |
| Maria Banlles Santamaria | 15 septembre 2000 | Espagne       | Massi Tactic (2019)             |
| Cristina Barrajon        | 2 janvier 1991    | Espagne       |                                 |
| Alice Coutinho           | 13 septembre 2000 | France        | Charente-Maritime (2020)        |
| Naroa Fernandez          | 28 août 2003      | Espagne       |                                 |
| Isabel Ferreres Navarro  | 8 octobre 1998    | Espagne       |                                 |
| Lur Florido              | 20 juin 2003      | Espagne       |                                 |
| Agnieta Francke          | 7 février 1990    | Pays-Bas      | Farto-BTC (2021)                |
| Nadine Michaela Gill     | 19 avril 1991     | Allemagne     | Bizkaia-Durango (2021)          |
| Beatriz Lalaguna         | 3 février 1980    | Espagne       |                                 |
| Patricia Ortega Ruiz     | 15 septembre 1988 | Espagne       | Massi Tactic (2021)             |
| Irantzu Solaguren        | 28 décembre 2003  | Espagne       |                                 |
| Claire Steels            | 9 novembre 1986   | Royaume-Uni   | Brother UK-Tifosi-Onform (2019) |
|                          |                   |               |                                 |
| Source : UCI             |                   |               |                                 |

### Victoires
| Victoires | Victoires | Victoires | Victoires | Victoires | Victoires |
| Date      | Course    | Pays      | Classe    | Vainqueur |           |
| --------- | --------- | --------- | --------- | --------- | --------- |

### Classement mondial
| Classement UCI | Classement UCI           | Classement UCI | Classement UCI |
| Coureuse       | Coureuse                 | Pays           | Points         |
| -------------- | ------------------------ | -------------- | -------------- |
| 109e           | Nadine Michaela Gill     | Allemagne      | 296 pts        |
| 379e           | Claire Steels            | Royaume-Uni    | 72 pts         |
| 632e           | Patricia Ortega Ruiz     | Espagne        | 30 pts         |
| 1003e          | Naia Amondarain Gazañaga | Espagne        | 9 pts          |

## Résultats majeurs élite

### Compétitions internationales
2014
- 3e de la Route de France ( Aude Biannic)
- 3e au Chrono des Nations ( Mélodie Lesueur)

2015
- Grand Prix de Plumelec-Morbihan Dames ( Sheyla Gutiérrez)
- 3e au Tour of Chongming Island World Cup ( Fanny Riberot)

### Championnats nationaux
2009
 Championnats d'Espagne du contre-la-montre (Débora Gálvez)
2011
 Championnats d'Espagne du contre-la-montre (Eneritz Iturriaga)
2012
 Championnats d'Espagne de cyclisme sur piste, course aux points (Irene Usabiaga)
 Championnats d'Espagne de cyclisme sur piste, scratch (María del Mar Bonnin)
2013
 Championnats d'Espagne de cyclo-cross (Lucia González)
 Championnats du Costa Rica de la course en ligne (Edith Guillén)
2014
 Championnats d'Espagne de cyclisme sur piste, poursuite (Irene Usabiaga)
 Championnats d'Espagne de cyclo-cross (Aida Nuño)
2015
 Championnats du Salvador de la course en ligne (Evelyn García)
 Championnats du Salvador du contre-la-montre (Evelyn García)